# 부에노스아이레스 지하철
부에노스아이레스 지하철(Subte de Buenos Aires)은 아르헨티나의 수도 부에노스아이레스 시내의 지하철과 교외를 달리는 공공 철도 노선으로 메토로비아스 사 (Metrovias SA)에 의해 운영되고 있다.

## 개요
부에노스아이레스의 지하철 역사는 1913년 A선 개통과 함께 시작된다. 이 지하철은 라틴 아메리카와 스페인을 포함한 스페인어권 최초로 개통된 지하철이었다. 따라서 부에노스아이레스의 지하철은 스페인어 본래의 Metro (메트로) 대신 리오플라텐세 방언인 Subte (숩테)로 표기하고 있다. 부에노스아이레스의 지하철은 일본에서 가장 오래된 지하철 긴자 선 건설의 모델이 되기도 하였다.
1993년, 부에노스아이레스 근교 철도와 지하철의 민영화 사업에 따라 《부에노스아이레스 지하철공사》 (Subterráneos de Buenos Aires SE)에서 《메토로비아스 사》에 지하철 운영권이 양도되었다. 새로운 노선의 건설과 관리는 부에노스아이레스 지하철공사가 하고 있는 운영과 건설 분리 방식으로 운영하고 있다. 현재 메토로비아스 사는 A선 ~ E선, H선 지하철 (숩테) 외에 프레 메트로 (P선, 노면 전차), 우르키사 선 (U선, 교외 지상철도)를 운영하고 있다.

## 노선과 차량

### A 선 ( Línea A )
숩테 A선은 1913년 개통된 가장 오래된 노선으로 시내 중심 플라자 데 마요 역에서 콘그레소, 온세 지역을 거리 플로레스 지구 카라보보 역을 연결한다. 2009년 기준으로 종점 프리메라 훈타 역에서 리바다비아 거리의 아래 나즈카 대로까지 두 개의 역에 걸쳐 연장 공사를 하고 있다.
1913년 개통 때는 영국의 맨유 일렉트릭이나 벨기에의 라 브루조아즈에서 제조된 차량이 사용된다. 전장 15,800mm, 너비 2,600mm에 목조 (간단히 철판 깔기)이다. 일부 철강 차체로 바꾼 것도 있지만 대부분은 목조 그대로 노화가 주목할 만하다. 하지만 2013년에 중국 CNR사의 200 시리즈 전동차로 전량 대차됐다.

### B 선 ( Línea B )
숩테 B선은 황색선으로 1930년 10월 17일에 개통되었다. 부에노스아이레스 시내에서 코리엔테스 가 아래를 통과하여 파르케 차스 지구에 이르는 노선이다. 페데리코 라쿠로제 역에서 우르키사 선 (U 선)으로 환승할 수 있다. 2010년 기준으로 로스 인카스 역에서 비야 우르키사까지 두 구간 연장 공사를 하고 있다. 또한 이 노선만이 궤조 방식 집전을 채택하고 있다.
차량은 스페인의 마드리드 지하철 출신 CAF6000이랑 일본의 영단 500형 중고차가 운행한다.

### C 선 ( Línea C )
숩테 C선은 청색선으로 1934년 11월 9일 개통되었으며, 부에노스아이레스 시내를 남북으로 관통하는 노선이다. 전체 길이 4.4km로 북쪽의 레티로 역에서 남쪽 콘스티투시온 역 사이를 연결한다. H선 개통 전까지 유일한 세로 방향의 노선이었다.
차량은 1934년 개통 시기에 독일에서 제조된 차량. 전자 제품은 지멘스 제품이다. 베를린 S 반 차량(이후 독일철도 477형)와 같은 계열이었으나 현재는 일본의 나고야시 교통국 5000형 전동차와 중국의 CNR사에서 제작된 차량을 쓴다.

### D 선 ( Línea D )
숩테 D선은 초록색 노선으로 1937년 6월 3일에 개통되었다. 부에노스아이레스 시내에서 시내 북부 바리오 노르테, 팔레르모, 벨그라노 구역으로 연결하는 노선이다.
스페인 CHADOPyF의 지하철 노선으로, 플로리다 역 (현재의 대성당 역) - 토리부나레스 역 구간이 최초로 개통되었고, 그 후 1939년에 팔레르모 역까지 구간이 연장 개통되었다. 개통 초기부터 팔레르모 역에서 북쪽으로 연장할 계획이 있었지만, 정치적, 경제적 사정으로 지체되었다. 팔레르모 역에서 미니스토로 카란사 역까지 연장 공사가 시작된 것은 첫 운영을 시작한 지 반세기 이후인 1984년이었다. 이 공사가 지연되고 1987년에, 미니스토로 카란사 역까지 단선으로 개통되었다가 1992년 전체 개통되었다.
1990년대 후반, 부에노스아이레스시 지하철 건설 사업으로 추가 연장 공사가 이루어졌다. 1997년 호세 에르난데스 역까지, 1999년 후라멘토 역, 2000년 콘그레소 데 투쿠만 역이 개통되어 현재 노선이 되었다.
D선은 궤간 1,435mm, 보선식이며, C선 E선, H선과 동일한 규격이다. 최근에 신규 도입 차량이 우선적으로 D선에 투입되고 있다. 현재 다음과 같은 세 종류의 차량이 사용되고 있다.
- (1) 2001년 알스톰 사에서 제조된 차량. 브라질이나 아르헨티나 국내에서 생산되고 있다.
- (2) 알스톰 사에서 제조된 차량이다. H선의 차량과 동일하다.

### E선 ( Línea E )
숩테 E선은 부에노스아이레스 시내에서 시내 남쪽 지역까지 연결하는 노선이다. 이용객이 비교적 적은 노선이다. 종점 비레세스 역에서 프레 메트로 (P선, 경전철)로 갈아탈 수 있다. 2010년 기준으로 보리바루 역에서 레티 역까지 연장 공사를 하고 있다.
1964년 ~ 1966년에 제조된 차량이 사용된다. 국토 FM 사의 차체, GE 스페인 사의 전자 제품을 탑재하고 있다.

### H선 ( Línea H )
숩테 H선은 2007년 10월 18일, 온세 역에서 파르케 파토리시오스 지구 카세로스 역 구간이 개통되었다. 1944년 E선 개관 이래 63년만의 신규 노선이다. 2007년 10월 기준으로 카세로스 역 - 파루케 파토리시오스 역 - 호스피타루스 역간 및 온세 역 - 코리엔테스 구간이  공사 중이다. 앞으로는 남쪽은 누에바 포메샤 북측은 레코레타 지역을 레티 역까지 연장이 계획되어 있다. 신차량 도입이 어렵다는 판단에서 C선 예비 차량을 채택하게 되어서 운행하고 있었지만 2016년 알스톰 사에서 제조한 300 시리즈를 도입했다.

### FGI 선 ( Línea FGI )
계획 중인 노선 H 라인 완성 후 착공이 예상되고 있다.

### 프레 메트로
1987년에 개통된 전체 길이 7.4 km의 경전철이며, E선 비레세스 역이 있다.

### 우르키사 선

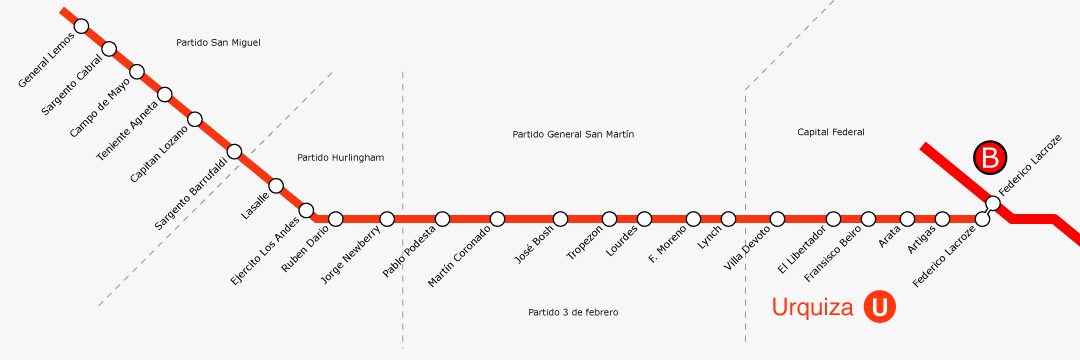
우르키사 선 노선도

1973년 전기 개통 당시부터 사용되고 있는 차량은 모두 일본 제품이다. 1960년 ~ 1980년대 당시 일본의 신차 수출이 활발했던 시절에 만들어진 것으로 주로 일본 차량 / 近畿車輛 / 川崎重工 / 히타치 등 제조업체가 제작하였다.

## 노선 개요
| A선                                      | 하늘색 | 1913년  | 마요 광장-미세레레 광장           | 마요 광장-산 페트리토            | 9.4   | 16   | 258,000 |
| B선                                      | 빨간색 | 1930년  | 페레리코 라크로제-칼라보          | 알렘-후안 마누엘 데 로사스       | 11.8  | 17   | 361,000 |
| C선                                      | 파란색 | 1934년  | 콘스티투시온 광장-디아고날 노르테 | 콘스티투시온 광장-레티로         | 4.5   | 9    | 208,000 |
| D선                                      | 초록색 | 1937년  | 대성당-트리부날레스               | 대성당-콘그레소 데 투쿠만        | 10.5  | 16   | 328,000 |
| E선                                      | 보라색 | 1944년  | 콘스티투시온 광장-그랄 우르키사   | 로스 비레예스 광장-레티로 미트레 | 11.9  | 18   | 94,000  |
| H선                                      | 노란색 | 2007년  | 온세-카세로스                     | 호스피타루스-파굴다드 데레초     | 8.8   | 5    | 128,000 |
| F선*                                     | 갈색   | 미 공표 | 콘스티투시온 광장-이탈리아 광장** | *                                | 8.6** | 13** | *       |
| G선*                                     | 주황색 | 미 공표 | 레티로-시드 캄페아도르**          | *                                | 7.3** | 11** | *       |
| I선*                                     | 금색   | 미 공표 | 이탈리아 광장-파르케 차카부코**   | *                                | 6.6** | 9**  | *       |
| * 계획 구간 ** Anexo I from the law 670. |        |         |                                   |                                  |       |      |         |

## 같이 보기
- 지하철 목록